# Pain et Lait
Pour plus de détails, voir Fiche technique et Distribution.
Pain et Lait (Kruh in mleko) est un film slovène réalisé par Jan Cvitkovič, sorti en 2001.

## Fiche technique
- Titre original : Kruh in mleko
- Titre français : Pain et Lait
- Réalisation et scénario : Jan Cvitkovič
- Décors : Vasja Kokelj et Andraž Trkman
- Costumes : Beti Njari et Polona Valentinčič
- Photographie : Toni Laznik
- Montage : Dafne Jemeršić
- Musique : Drago Ivanuša
- Pays d'origine : Slovénie
- Format : Noir et blanc - 35 mm - Dolby Digital
- Genre : drame
- Durée : 68 minutes
- Date de sortie :  Italie : 2 septembre 2001 (Mostra de Venise 2001)

## Distribution
- Peter Musevski : Ivan
- Sonja Savić : Sonja
- Tadej Troha : Robi
- Perica Radonjić : Armando
- Andra Istenič : ami de Robi
- Matja Zuodar : ami de Robi
- Brane Grubar : docteur à l'hôpital
- Reana Strukelj : barmaid
- Jasna Glavac : serveuse au bar

## Distinctions
- Mostra de Venise 2001 : Prix Luigi De Laurentiis
- Festival du film de Bratislava 2001 : meilleur acteur pour Peter Musevsk, mention spéciale du prix FIPRESCI
- Festival du film de Cottbus 2001 : prix Don Quixote, mention spéciale du prix FIPRESCI